# Défis et des garçons
Défis et des garçons est une émission de télévision humoristique diffusée en 2004 sur Comédie. Le concept est une diffusion de sketchs, de fausses publicités, de défis en caméras cachées ou encore de chansons qui répond à de grandes questions existentielles au second degré.

## Comédiens
- Sébastien Thoen
- Julien Cazarre
- Pierre Samuel
- Pascal Rénéric (saison 1 uniquement)
- Thomas Séraphine
- Patrice Mercier (absent des « plateaux », il devient de plus en plus présent pour les sketches à partir de la saison 2)

## Concept
Lors de la première saison, chaque émission voit les 5 comédiens se retrouver chez Thomas pour une partie d’un jeu de société avec un thème donné, qui donne lieu à la projection de sujets enregistrés (sketches, caméras cachées).
La seconde saison reprend à peu près le même principe, si ce n’est que l’idée du jeu de société est abandonnée, les « plateaux » étant tournés dans des lieux différents (voie ferrée abandonnée, cimetière, plage, boîte de nuit).

## Rubriques
- PitchMan : jeune scénariste interprété par Thomas
- Le GIGO (Groupe d’Intervention contre les Gangs Organisés)
- La concierge de stars : interprétée par Julien, concierge particulièrement loquace qui brosse le portrait de personnalités en divulguant des révélations indiscrètes sur leur vie privée
- L'Instant Saveur
- TaPaDuTaf
- Réacman
- Alain Boulaouane : humoriste dé café-théâtre interprété par Patrice Mercier (saison 2)

## Émissions
- Vote Story (Première diffusion : 4 avril 2004)
- Serievival (Première diffusion : 11 avril 2004)
- Donjon & Drag Queen (Première diffusion : 18 avril 2004)
- Malbouffe s'en va t'en guerre (Première diffusion : 25 avril 2004)
- Jet People (Première diffusion : 2 mai 2004)
- L'Entube de l'été (Première diffusion : 9 mai 2004)
- And the winner is... (Première diffusion : 16 mai 2004)
- Monacocorico (Première diffusion : 23 mai 2004)
- Échec et bac (Première diffusion : 30 mai 2004)
- Rouen de Janeiro (Première diffusion : 6 juin 2004)

## Postérité
Après l’arrêt de l’émission, qui aura donc connu 2 saisons, la bande de comédiens part pour Canal+ avec de nouveaux formats comme Radio+ puis Action discrète.